# Nicolas Le Cornu de La Courbe de Brée
Nicolas Le Cornu de La Courbe de Brée (né au château de la Courbe de Brée, mort en juillet 1617 à Saintes) est un ecclésiastique qui fut évêque de Saintes de 1576 à 1617.

## Biographie
Nicolas Le Cornu est issu d'une famille anoblie sous le nom de « La Courbe » et de « La Courbe de Brée ». Il est le fils d'Antoine Le Cornu, seigneur de La Courbe de Brée en Bas-Maine, et de Marie de La Jaille. Conseiller d'État il n'est que sous-diacre au Mans lorsqu'il est désigné comme évêque de Saintes par le roi Henri III de France le 9 avril 1576 après la démission de Tristan de Bizet. Il négocie une réduction des droits dus à la cour de Rome pour obtenir sa confirmation et il prend possession de son diocèse par procuration le 5 octobre et en personne seulement le 8 juin 1578. 
Pendant son épiscopat, il fait établir les fondations de la nouvelle cathédrale Saint-Pierre de Saintes le 26 janvier 1582. Partisan actif de la Réforme catholique il accueille dans sa ville épiscopale les ordres nouveaux : les Jésuites, les Récollets et les Carmélites. Il consacre de nouveau en 1601 l'église Saint-Eutrope de Saintes profanée et en partie détruite par les réformés. Il consacre l'église des Capucins de Mayenne en 1609.
Il assiste au concile provincial de Bordeaux et aux États généraux de 1614 avec le doyen du chapitre son futur successeur Michel Raoul. Enfin en l'absence de l'archevêque de Bordeaux François d'Escoubleau de Sourdis, c'est lui qui en tant que doyen des évêques suffragants de l'archidiocèse célèbre le mariage le 21 novembre 1615 du roi Louis XIII avec Anne d'Autriche dans la cathédrale Saint-André de Bordeaux. Il meurt à Saintes en juillet 1617.